# Khalid Al-Maaly
Khalid Al-Maaly (arabisch خالد المعالي Chalid al-Maʿali, DMG Ḫālid al-Maʿālī; * 15. April 1956 in as-Samawa, Irak) ist ein deutscher Schriftsteller und Verleger irakischer Herkunft. Er wurde vor allem durch seine eigenen Gedichte, zahlreiche Übersetzungen arabischer Literatur ins Deutsche, als Herausgeber und Verleger bekannt.

## Leben
Khalid Al-Maaly entstammt einer Beduinenfamilie aus dem Irak. 1978 legte er die Reifeprüfung ab; 1979 verließ er nach der Machtübernahme Saddam Husseins das Land und flüchtete über den Libanon nach Frankreich. 1980 beantragte er in der Bundesrepublik Deutschland politisches Asyl; 1983 wurde er als politischer Flüchtling anerkannt; seit 1996 ist er deutscher Staatsbürger. Nachdem er zuvor längere Zeit in Köln gelebt hatte, zog Al-Maaly 2008 nach Beirut, wo er den von ihm gegründeten Verlag Manschurat al-Djamal (zuvor Al-Kamel-Verlag) leitet und die arabische Literaturzeitschrift Uyoun herausgibt. Der Verlag zog danach in die Vereinigten Arabischen Emirate um und unterhält auch eine Niederlassung mit angeschlossener Buchhandlung in Bagdad.
Al-Maaly hatte bereits in den Siebzigerjahren Gedichte in verschiedenen arabischen Literaturzeitschriften veröffentlicht; sein erster Gedichtband in arabischer Sprache erschien 1978. Seither schreibt er Gedichte und Prosa, sowohl in deutscher als auch in arabischer Sprache. Daneben ist er als Übersetzer aus dem Deutschen ins Arabische und aus dem Arabischen ins Deutsche tätig.
Al-Maaly ist Mitglied des Verbandes Deutscher Schriftsteller. Er erhielt u. a. 1988 das Rolf-Dieter-Brinkmann-Stipendium, 1990 den Förderpreis des Landes Nordrhein-Westfalen sowie 1995 ein Stipendium des Künstlerdorfes Schöppingen. Im Jahr 2021 wurde ihm der Friedrich-Gundolf-Preis der Deutschen Akademie für Sprache und Dichtung für die Vermittlung deutscher Kultur im Ausland zuerkannt.

## Werke
Werke in deutscher Sprache
- Gedanken über das Lauwarme. Prosa. Dipa-Verlag, Frankfurt am Main 1989, ISBN 3-7638-0513-3.
- Mitternachtswüste (= Publication P No 1. Bd. 53). Bibliothek der Provinz u. a., Weitra u. a. 1990, ISBN 3-900878-53-6.
- Klage eines Kehlkopfes. Gedichte. Edition Fundamental, Köln 1992.
- Das halbe Sein (= Alinea. Bd. 4, ZDB-ID 2480264-5). Edition Fundamental, Köln 1993.
- Phantasie aus Schilf. Gedichte. Verlag Das Arabische Buch, Berlin 1994, ISBN 3-86093-039-7.
- Landung auf dem Festland. Gedichte. Verlag Das Arabische Buch, Berlin 1997, ISBN 3-86093-156-3.
- mit Mona Naggar: Lexikon arabischer Autoren des 19. und 20. Jahrhunderts. Palmyra, Heidelberg 2004, ISBN 3-930378-55-8.

Herausgeberschaft
- Mittenaus, mittenein. Lyrik aus dem Irak. Verlag Das Arabische Buch, Berlin 1993, ISBN 3-86093-038-9.
- Zwischen Zauber und Zeichen. Moderne arabische Lyrik von 1945 bis heute. Verlag Das Arabische Buch, Berlin 2000, ISBN 3-86093-242-X.
- Nach dem letzten Himmel. Neue palästinensische Lyrik. Anthologie. Gutke, Köln u. a. 2003, ISBN 3-928872-37-0.
- Die arabische Welt zwischen Tradition und Moderne. Palmyra, Heidelberg 2004, ISBN 3-930378-56-6.
- Mahmud Darwisch: Warum hast du das Pferd allein gelassen. Gedichte. Arabisch – deutsch. Schiler, Berlin 2004, ISBN 3-89930-244-3.
- Rückkehr aus dem Krieg. Eine Anthologie zeitgenössischer Lyrik aus dem Irak. Gutke, Köln u. a. 2006, ISBN 3-928872-40-0.

Übersetzungen aus dem Arabischen ins Deutsche
- Abdulwahab Al-Bayyati: Aischas Garten. Ausgewählte Gedichte. Arabisch – deutsch. Schiler, Berlin 2003, ISBN 3-89930-243-5.
- übersetzt zusammen mit Stefan Weidner: Sargon Boulus: Zeugen am Ufer. Gedichte. Arabisch – deutsch. Verlag Das Arabische Buch, Berlin 1997, ISBN 3-86093-157-1.
- übersetzt zusammen mit Heribert Becker: Mahmud Darwisch: Weniger Rosen. Gedichte. Arabisch – deutsch. Verlag Das Arabische Buch, Berlin 1996, ISBN 3-86093-101-6.
- übersetzt zusammen mit Heribert Becker: Unsi al-Hadj: Die Liebe und der Wolf, die Liebe und die anderen. Verlag Das Arabische Buch, Berlin 1998, ISBN 3-86093-176-8.
- Saif ar-Rahbi: Das Heulen der Wölfe. Ausgewählte Gedichte. Schiler, Berlin 2007, ISBN 978-3-89930-134-2.
- übersetzt zusammen mit Stefan Weidner: Badr Shakir as-Sayyab: Die Regenhymne und andere Gedichte. (Arabisch – deutsch). Verlag Das Arabische Buch, Berlin 1995, ISBN 3-86093-048-6.
- übersetzt zusammen mit Heribert Becker: Saadi Yussef: Fern vom ersten Himmel. Ausgewählte Gedichte. Arabisch – deutsch. Schiler, Berlin 2004, ISBN 3-89930-045-9.